# Евстигнеев, Дмитрий Владимирович
Дмитрий Владимирович Евстигнеев (27 ноября 1986, Джамбул, Казахская ССР, СССР) — казахстанский футболист, защитник.

## Карьера
Футбольную карьеру начал в 2004 году в составе клуба «Жамбыл», за два сезона отыграл ровно 20 игр.
В 2006 году стал игроком клуба «Каспий».
В 2007 году подписал контракт с клубом «Тараз», где впервые дебютирует в высшем дивизионе страны.
В начале 2012 года перешёл в «Актобе».
Летом 2012 года вернулся в «Тараз».
В 2019 году играл за «Игилик».

## Достижения
«Тараз»
- Финалист Кубка Казахстана: 2013